# Horizon (winkel)
Horizon was een Canadese discountwarenhuis dat in 1972 werd opgericht door T. Eaton Co. Limited. In een poging om te concurreren met gevestigde Canadese merken als Woolco en Zellers tijdens een recessie, probeerde T. Eaton 'kopers' aan te trekken, in plaats van de 'shoppers' die hij in zijn Eaton-winkels wilde aantrekken. Volgens analisten was de keten over het algemeen verliesgevend, omdat de omzet het de omzet vasn de zusterwinkels van Eaton wegkaapte , die daardoor omzet misliepen. Het was de bedoeling dat de keten om 122 winkels zou openen, maar uiteindelijk werden er slechts 18 vestigingen geopend. In 1979, minder dan zeven jaar na de opening, sloot de keten haar vestigingen. Er wordt gezegd dat de financiële problemen van de keten in de jaren 1970 hebben bijgedragen aan de grote financiële problemen van T. Eaton in de jaren 1980.

## Geschiedenis
In The Globe and Mail merkte Robert Butler, president van T. Eaton Co. Ltd., op dat consumenten onderverdeeld kunnen worden in shoppers en kopers. "Je vrouw gaat naar buiten om boodschappen te doen of een paar kousen of kinderondergoed, maar ze gaat naar buiten om te winkelen voor meubels, voor interessante cadeaus, dure jurken."  Dit inzicht leidde tot zowel veranderingen in hun hoofdformule, als tot de oprichting van Horizon, een discountketen die het bedrijf "convenience stores" noemde. Het was gericht op het ‘kopers’-deel van de markt.
De winkels moesten ongeveer 5.600 m² groot zijn en gevestigd zijn in buurtwinkelcentra of in kleinere steden, vaak dicht bij een supermarkt.  Tot de ‘snel bewegende’ productlijnen behoorden kleding, ‘huishoudelijke artikelen en benodigdheden, sportartikelen, kleine en grote apparaten en seizoensgebonden artikelen’. De Horizon-vestigingen zouden over centrale kassabalies beschikken, in tegenstelling tot de balies in de warenhuizen van de belangrijkste Eaton-filialen. 
Volgens The Globe and Mail weerspiegelt de naam Horizon ‘een vooruitstrevende, eigentijdse levensstijl – het beeld dat deze winkels zullen uitstralen’. Dit werd uitgebreid met het gebruik van een barcodelezer bij het afrekenen, wat de aandacht van de media trok; de winkel werd beschouwd als "de meest geautomatiseerde zelfbedieningswinkel in Canada". Het bedrijf maakte ook gebruik van de creditcards en het computersysteem van Eaton, waardoor ze overkreditering konden voorkomen en de voorraad konden bijhouden. 
De plannen voor Horizon werden voor het eerst aangekondigd in mei 1972. De eerste vestiging zou in Scarborough, Ontario, worden geopend in augustus 1972.  De eerste winkels waren bedoeld als proeftuin, ‘om verschillende soorten gemeenschappen te testen’. Het bedrijf plande 122 locaties, met elk een verzorigingsgeboed van 200.000 inwoners binnen een straal van tien minuten rijden. 
Terwijl de locaties Scarborough en Yonge-Eglinton succesvol waren, gold dat niet voor de overige locaties, waarbij de meeste locaties niet voldeden aan de opbgestelde vereisten. De winkels werden geopend tijdens een algemene recessie voor discounters. Terwijl het bedrijf in particuliere handen was, waren de problemen rondom de Horizon-winkels publiekelijk bekend. De Financial Post beweerde dat de verkoop na de kerstperiode van 1972 was gedaald. De winkels maakten deel uit van de omzet van de traditionele Eaton-winkels, in tegenstelling tot die van de andere discountwinkels. De algemeen directeur van het Horizon-divisie, W.A. Kelley, werd kort nadat de winkels van start gingen, gepromoveerd tot vice-president distributie, als onderdeel van een groter probleem met de omzet op operationeel niveau. 
National Post meldde dat Horizon in het najaar van 1973 stopte met het leveren van koelkasten, omdat ze niet verkochten vanwege het gebrek aan bezorgservice van de winkel. Een later boek stelde dat het selfserviceformule van de winkel de schuld was, omdat "...er geen winkelpersoneel was om de verschillende functies van bijvoorbeeld een koelkastenlijn uit te leggen. Die poging kostte nog eens zes maanden, omdat er zware goederen naar alle winkels werden gebracht en er vervolgens weer uit moesten worden gereden toen ze niet verkochten."  In een poging het concept te versterken en de concurrentie de baas te zijn, ging Eaton's in 1974 een partnerschap aan met J.C. Penney voor een "gezamenlijke studie". In 1975 verwachtte T. Eaton binnen twee jaar winst te maken met hun Horizon-divisie. 
T. Eaton besloot in januari 1976 om zijn catalogusafdeling te beëindigen, wat bij analisten tot de suggestie leidde dat Horizon onmiddellijk daarna zou worden opgeheven. T. Eaton kondigde in oktober 1978 het einde van de formule aan, wat in januari 1979 voltooid moest zijn, minder dan zeven jaar na de opening. Anonieme analisten die door de Star en Globe werden geciteerd, suggereerden dat T. Eaton te laat in de discountmarkt stapte, nadat K-Mart, Woolco en Zellers al gevestigde namen waren, en niet genoeg uitbreidde om op te vallen op de markt. Het bedrijf beweerde dat de verandering niet representatief was voor de prestaties van de winkels, maar eerder een marketingstrategie voor kleinere winkels in de voorsteden, ‘die buitengewoon succesvol is gebleken in de Verenigde Staten en Australië’. 
De zes vestigingen in de regio Toronto en twee in London zouden het merk Eaton's krijgen, terwijl de vier vestigingen in Quebec het bestaande merk zouden behouden, maar onder de Quebec-divisie van Eaton zouden komen. De winkels bleven kleiner dan de meeste vestigingen van Eaton, maar met dezelfde producten en een ‘zachtere’ uitstraling. 

### Gevolgen
De slechte financiële situatie van het bedrijf in de jaren 1980 wordt toegeschreven aan Horizon en zijn betrokkenheid bij het Ontario Downtown Renewal Program, wat leidde tot bezuinigingen in de jaren 1980 die leidden tot vakbondsvorming in verschillende winkels en een staking in 1985. 
Er is enige documentatie over de winkels bewaard gebleven in het Archief van Ontario, als onderdeel van het T. Eaton Company-fonds. 

## Locaties
In het boek Eaton's: the Trans-Canada store worden 13 Horizon-winkels genoemd, het aantal dat overeenkomt met de berichtgeving in de media uit die tijd. Het boek (The Eatons: the rise and fall of Canada's royal family (1999)) beweert echter dat er 15 geopend zijn.) 
- Hoek Victoria Park en Sheppard Avenue (Scarborough, regio Toronto, 16 augustus 1972)
- Westmount Mall (Londen, 1 november 1972)
- Northland Shopping Centre (London, 1 november 1972)
- Yonge Eglinton Centre (Toronto, 27 juni 1973)
- Dufferin Plaza (Toronto, 26 september 1973) [1]
- Greenfield Park (Montreal, 15 november 1973)
- Les Galeries St-Laurent (Montreal, 15 november 1973)
- Les Galeries des Mille-Iles (Rosemere, 15 november 1973)
- Rexdale Plaza (Etobicoke, regio Toronto, 2 oktober 1973): Deze locatie was bedoeld als de tweede vestiging van de keten.
- Gerrard Square (Toronto, 14 augustus 1974)
- Place Montenach (Beloeil, 6 maart 1975)
- Centre Domaine (Montreal, 6 maart 1975)

Een vestiging van de winkel was gevestigd in de Rockwood Mall in Mississauga, Ontario. Eaton's: The Trans-Canada-store vermeldt dit als Sheridan Mall, geopend op 15 november 1972, maar Rockwood moest in maart 1973 nog opengaan. 